# The Best of Kylie Minogue
A The Best of Kylie Minogue az ausztrál énekesnő, Kylie Minogue egyik válogatáslemeze. 2012. május 28-án adta ki az EMI megemlékezésül Minogue 25 éves énekesi karrierjére a K25-ös ünneplések részeként. A korábbi két nagy kiadók által megjelentetett válogatását, az 1992-ben megjelent Greatest Hits-et és a 2004-es Ultimate Kylie-t követi. Ez Minogue egyetlen nagy válogatása, mely nem tartalmaz semmilyen új anyagot, se ritkaságot, se korábban kiadatlan dalt. Ez a lemez Minogue legnagyobb slágereiből áll 1987-es debütálásától kezdve a 2010-es Aphrodite albumig. Megjelenésekor a kritikusok jól fogadták, akik közül sokan méltatták Minogue katalógusának kései kiadványait, ugyanakkor kritizálták is azért, mert sok slágere lemaradt karriere kezdeti szakaszából.

## Háttér és kidolgozás
A The Best of Kylie Minogue az első nagy kiadó által kiadott Minogue válogatás a 2004-es Ultimate Kylie óta. 2012 folyamán ünnepelte Minogue énekesi karriere 25 éves évfordulóját, mely a „K25 Celebration” nevet kapta. Minogue minden hónapban egy különleges ajándékkal lepte meg a rajongókat, ezzel köszönve meg a támogatásukat, melyet a teljes 25 éves énekesi karriere során nyújtottak. Minden hónapban megkérte a rajongóit, hogy „tweeteljenek, hogy kinyithassanak” egy különleges ajándékot, és általában több, mint 25 000 tweetet kapott ezekre a felhívásokra. A K25 első hónapjának ünnepléseként Minogue kiadta kislemezének, a „Finer Feelings”-nek a zenekaros verzióját és elindult az Anti Tour elnevezésű turnéjára, melyen B-oldalas dalokat, ritkaságokat és demókat adott elő.
Egy sajtóközlemény szerint a The Best of Kylie Minogue-on szereplő dalokat rajongók választották ki egy kiterjedt piackutatás során, melyet az EMI vezényelt le az előző év végén. A The Best of Kylie Minogue borítóján jelvények láthatók, melyek a kislemezeket szimbolizálják. Emellett képek is láthatók a „Spinning Around” és a „Confide in Me” videókból. A lemez hátsó borítója a slágerel logóit mutatja, és a könyvecskéjében a kislemezek borítói találhatók meg. Az iTunes-on található deluxe verzió egy alternatív borítót kapott. Ugyanaz a kép látható rajta rózsaszín szegéllyel és szöveggel.
A The Best of Kylie Minogue egyike volt a K25 ünnepléssorozat négy kiadványának. Az első a „Timebomb” CD kislemez kiadása, a második ez a kiadvány, a harmadik a zenekaros válogatáslemez, a The Abbey Road Sessions megjelenése és az utolsó a K25: Time Capsule díszdoboz.

## Tartalom és kiadás
Ez a kiadvány egy lemezes volt, de diszkográfiája számos részéből lettek rá összeválogatva a slágerek. Első lemezéről, a Kylie-ról két dal került fel rá, melyek az „I Should Be So Lucky” és a „The Loco-Motion”. Második lemezéről is két dal szerepel, melyek a „Tears on My Pillow” és a „Never Too Late”. Harmadik lemezéről egy dal, a „Better the Devil You Know”, egy dal a negyedik lemezéről, amely a „Give Me Just a Little More Time” és egy dal az ötödik lemezéről, mely a „Confide in Me”. Helyet kapott még az 1992-es Greatest Hits-en hallható „Celebration” is.
A 2000-es évekbeli korszakából hetedik albumáról, a Light Years-ről három dal szerepelt, melyek a „Spinning Around”, az „On a Night Like This” és a „Kids”. Nyolcadik lemezéről a „Come into My World”-öt kivéve az összes kislemez felkerült. Kilencedik albumáról az összes kislemez helyet kapott a „Chocolate”-ot leszámítva. Tizedik lemezéről a „Wow” és az „In My Arms”, míg tizenegyedik lemezéről két dal szerepelt, melyek az „All the Lovers” és a „Get Outta My Way”. A második válogatásán, az Ultimate Kylie-n szereplő „I Believe in You” is helyet kapott. Érdemes megjegyezni, hogy hatodik albumáról, az Impossible Princess-ről egy dal sem szerepelt ezen a válogatáson. Legutóbbi kislemeze, a K25-ös meglepetés, a „Timebomb” szintén mellőzve lett.
A lemez 2012. június 4-én jelent meg Európában és az Egyesült Királyságban, míg június 19-én az Egyesült Államokban. 2014. június 27-én, két évvel az eredeti megjelenése után Ausztráliában és Új-Zélandon is megjelent a The Best of Kylie Minogue digitális és fizikai formátumban.

## A kritikusok értékelései
A The Best of Kylie Minogue többnyire pozitív kritikákat kapott, a Metacritic-nél a 100-ból 75 pontot kapott, mely általában pozitív értékelést jelent. Barry Walters a Rolling Stone-tól a válogatásnak négy csillagot adott az ötből. Hozzátették, hogy „olyan, mint egy gyorsított tanfolyam a nemzetközi klub stílus történelmében elindulva az 1988-as sláger, a ‘The Loco-Motion’ aerobik stílusától a 2010-es house inspirálta ‘Get Outta My Way’-ig”. Tim Sendra az AllMusic-tól négy és fél csillagot adott az ötből és megjegyezte, hogy „ez a kollekció bizonyítéka annak, hogy Kylie vitathatóan kora legjobb pop énekese és még fontosabb, hogy ez a válogatás szórakoztató az elejétől a végéig”. Ugyanakkor az Idolator azt kommentelte, hogy „míg egy box szett-ben reménykedtünk az összes kislemezével, addig meg kell elégednünk a 21 dalos The Best of Kylie Minogue-gal”. A Q magazin kedvező véleményt fogalmazott meg, és szerinte „Minogue-nak hihetetlen ereje van, bár nem mindig világos, hogy mit csinál, de azt brilliáns módon teszi”.

## Kereskedelmi fogadtatás
A The Best of Kylie Minogue a 11. helyet szerezte meg az Egyesült Királyságban és 9700 példány fogyott belőle megjelenése első hetében. Később, az album a harmadik héten a 47. helyre szorult vissza. Majd a 97. helyen landolt az utolsó héten, így összesen négy hetet töltött a listán. Számos országban jutott be a válogatás a Top 40-be, mint Csehország és Spanyolország. Az Egyesült Államokban az album a 13. helyet érte el a Dance/Electronic Albums listáján. A második héten a 23. helyen végzett, majd a következő héten eltűnt a listáról.

## Számlista
|     | Cím                             | Szerző(k) | Producer(ek)                                        | Hossz |
| --- | ------------------------------- | --- | --------------------------------------------------- | ----- |
| 1.  | Can’t Get You Out of My Head    | Cathy Dennis, Rob Davis | Dennis, Davis                                       | 3:49  |
| 2.  | Spinning Around                 | Ira Shickman, Kara DioGuardi, Osborne Bingham, Paula Abdul                                                                   | Mike Spencer, Greg "Big G" Usek                     | 3:27  |
| 3.  | I Should Be So Lucky            | Mike Stock, Matt Aitken, Pete Waterman                                                                                       | Stock, Aitken, Waterman                             | 3:24  |
| 4.  | Love at First Sight             | Kylie Minogue, Richard "Biff" Stannard, Julian Gallagher, Ash Howes, Martin Harrington                                       | Stannard, Gallagher                                 | 3:57  |
| 5.  | In Your Eyes                    | Minogue, Stannard, Gallagher, Howes                                                                                          | Stannard, Gallagher                                 | 3:18  |
| 6.  | Kids (Robbie Williams-szel)     | Williams, Guy Chambers | Chambers, Steve Power                               | 4:18  |
| 7.  | Better the Devil You Know       | Stock, Aitken, Waterman | Stock, Aitken, Waterman                             | 3:54  |
| 8.  | All the Lovers                  | Jim Eliot, Mima Stilwell | Eliot, Stuart Price                                 | 3:20  |
| 9.  | Give Me Just a Little More Time | Edythe Wayne, Ron Dunbar | Stock, Waterman                                     | 3:06  |
| 10. | Celebration                     | Ronald Bell, George Brown, Robert Bell, Robert Mickens, James Taylor, Dennis Thomas, Claydes Smith, Earl Toon, Eumir Deodato | Phil Harding, Ian Curnow, Stock, Waterman           | 3:58  |
| 11. | Slow                            | Minogue, Dan Carey, Emilíana Torrini                                                                                         | Torrini, Carey                                      | 3:13  |
| 12. | Red Blooded Woman               | Johnny Douglas, Karen Poole                                                                                                  | Douglas                                             | 4:22  |
| 13. | I Believe in You                | Minogue, Jake Shears, Babydaddy                                                                                              | Shears, Babydaddy                                   | 3:19  |
| 14. | On a Night Like This            | Steve Torch, Mark Taylor, Graham Stack, Brian Rawling                                                                        | Stack, Taylor                                       | 3:31  |
| 15. | Confide in Me                   | Steve Anderson, Dave Seaman, Edward Barton                                                                                   | Brothers in Rhythm                                  | 4:26  |
| 16. | Get Outta My Way                | Lucas Secon, Damon Sharpe, Peter Wallevik, Daniel Davidsen, Mich Hansen                                                      | Cutfather, Wallevik, Davidsen, Sharpe, Secon, Price | 3:39  |
| 17. | The Loco-Motion (7" Mix)        | Gerry Goffin, Carole King | Stock, Aitken, Waterman                             | 3:13  |
| 18. | Tears on My Pillow              | Sylvester Bradford, Al Lewis                                                                                                 | Stock, Aitken, Waterman                             | 2:30  |
| 19. | Wow                             | Minogue, Poole, Greg Kurstin                                                                                                 | Kurstin, Poole                                      | 3:12  |
| 20. | In My Arms                      | Minogue, Calvin Harris, Stannard, Paul Harris, Julian Peake                                                                  | C. Harris, Stannard                                 | 3:31  |
| 21. | Never Too Late                  | Stock, Aitken, Waterman | Stock, Aitken, Waterman                             | 3:22  |

| 1.  | Can’t Get You Out of My Head           | 3:47 |
| 2.  | Spinning Around                        | 3:27 |
| 3.  | I Should Be So Lucky                   | 3:24 |
| 4.  | Love at First Sight                    | 3:56 |
| 5.  | In Your Eyes                           | 3:17 |
| 6.  | Kids (Robbie Williams-szel)            | 4:46 |
| 7.  | Better the Devil You Know              | 3:57 |
| 8.  | All the Lovers                         | 3:19 |
| 9.  | Give Me Just a Little More Time        | 3:04 |
| 10. | Celebration                            | 4:01 |
| 11. | Slow                                   | 3:55 |
| 12. | Red Blooded Woman                      | 4:08 |
| 13. | I Believe in You                       | 3:24 |
| 14. | On a Night Like This                   | 4:06 |
| 15. | Confide in Me                          | 5:56 |
| 16. | Get Outta My Way                       | 3:41 |
| 17. | The Loco-Motion                        | 3:16 |
| 18. | Tears on My Pillow                     | 2:28 |
| 19. | Wow                                    | 3:09 |
| 20. | In My Arms                             | 3:30 |
| 21. | Better Than Today (Japán bónusz videó) | 3:26 |
| 22. | Never Too Late                         | 3:22 |

## Albumlistás helyezések
| Albumlista (2012)                          | Legjobb helyezés |
| ------------------------------------------ | ---------------- |
| Argentína (CAPIF)                          | 2                |
| Belgium (Ultratop Flandria)                | 45               |
| Belgium (Ultratop Vallónia)                | 58               |
| Csehország (ČNS IFPI)                      | 22               |
| Franciaország (SNEP)                       | 69               |
| Írország (Ír albumlista)                   | 22               |
| Japán (Oricon)                             | 64               |
| Németország (Media Control Charts)         | 85               |
| Olaszország (FIMI)                         | 49               |
| Spanyolország (PROMUSICAE)                 | 26               |
| Svájc (Schweizer Hitparade)                | 63               |
| Egyesült Királyság (OCC)                   | 11               |
| Egyesült Államok (Dance/Electronic Albums) | 13               |
| Albumlista (2014)                          | Legjobb helyezés |
| Ausztrália (ARIA Charts)                   | 39               |

## Minősítések és eladási adatok
| Ország                   | Minősítés  | Eladás  |
| ------------------------ | ---------- | ------- |
| Egyesült Királyság (BPI) | Ezüstlemez | 60 000+ |

## Megjelenések
| Ország             | Dátum            | Kiadó                  |
| ------------------ | ---------------- | ---------------------- |
| Németország        | 2012. június 1.  | EMI                    |
| Franciaország      | 2012. június 4.  | EMI                    |
| Egyesült Királyság | 2012. június 4.  | EMI                    |
| Olaszország        | 2012. június 4.  | EMI                    |
| Japán              | 2012. június 13. | EMI                    |
| Egyesült Államok   | 2012. június 19. | EMI                    |
| Ausztrália         | 2014. június 27. | Warner Music Australia |